# Addo nationalpark
Addo nationalpark (engelska: Addo Elephant National Park, ”Addo elefantnationalpark”; afrikaans: Addo Olifant Nasionale Park) är en nationalpark ligger i distriktet Cacadu i västra delen av Östra Kapprovinsen i Sydafrika. Den är belägen 70 kilometer nordöst om Port Elizabeth i dalgången av Sundays River. Med en area på 1 640 km² är Addo den största nationalparken i Östra Kapprovinsen.
Reservatet inrättades 1931 för att skydda de sista elva individerna av regionens elefanter. Innan dess jagades elefanterna för elfenbenets skull. Elefanter sköts även av bönder som fick sina odlingsmarker förstörda av de stora däggdjuren. Fram till 1954 ökade populationen till 22 individer och för att öka elefanternas säkerhet ytterligare bestämde parkmanagern Graham Armstrong att 2 270 hektar ska inhägnas. Stängslen finns fortfarande kvar och kallas för Armstrong-staketet.
2004 fanns i parken cirka 350 elefanter och 2006 räknades lite över 400 individer.
Tillsammans med elefanterna skyddas andra stora afrikanska djur som större kudu, afrikansk buffel, elandantilop, hartebeest, buskbock, vårtsvin, stäppzebra, spetsnoshörning, leopard och hyenor. Särskilt kännetecknande hovdjur för regionen är bergzebran, vitsvansad gnu och springbock. Vid Sundays River förekommer flodhästar. 2003 infördes lejon i nationalparken och därmed finns alla storviltsarter här. För framtiden är tänkt att afrikansk vildhund och gepard ska återinföras.